# Utsikten
Utsikten (укр. краєвид, погляд) — оглядовий майданчик у горах Гауларф'єллет, комуна Балестранн, Согн-ог-Ф'юране, Норвегія.
Норвезька адміністрація державних доріг та її підрозділ туристичних маршрутів замовили будівництво низки інфраструктурних туристичних об'єктів, призначених популяризувати місцеві туристичні маршрути й максимально сприяти відвідуванню мальовничих куточків Норвегії. Utsikten, одне з таких місць, розташований на відстані 37 км від адміністративного центру Балестранна, біля шосе 13, на висоті 703 метри над рівнем моря.
Споруда розташована у найвищій точці крутого підйому зі Сонг-фіорду до Гауларф'єллет, з неї відкривається панорама навколишніх гір і ущелин. Будівельні роботи виконала компанія Veidekke Entreprenør за проєктом архітектурної фірми Code Arkitektur, Осло. Товщина бетонної платформи — 80 сантиметрів. Загальна площа поверхні становить 800 м² і являє собою суцільний трикутник зі складеними кутами. За ідеєю архітектора, майданчик повинен виглядати як трикутний килимок для пікніка зі складеними кутами, кинутий у зручному місці. Кути спрямовані на північ, південь і захід. Кожне з крил-кутів має свою власну особливу функцію: відкрита зона між трьома кутами площею 420 м², оглядове крило з пологим нахилом, крутіше нахилені амфітеатр зі сходинками-сидіннями та енергетичне крило. 14 сонячних панелей потужністю 260 Вт, що забезпечують живлення всієї споруди, освітлення та потреби службового приміщення встановлені на одному з кутів. Жодна з поверхонь оглядового майданчика не є строго вертикальною або горизонтальною, всі поверхні мають нахил та кривину. Каркас платформи посилений з урахуванням 18-метрової, без опор, консолі одного з кутів. Бетонна поверхня піддана шліфуванню, фрезеруванню, піскоструменевій та антивандальній обробці.
Головна ідея полягала в чіткому відокремленні споруди від ландшафту і наданні можливості бачити панораму в різних напрямках. Перед початком проєктування архітектори за допомогою тросів і крана створили з дроту повномасштабну модель споруди, потім перевели її в комп'ютерну 3D-версію, це забезпечило можливість обрати оптимальне розташування готового проєкту. Проєкт привернув міжнародну увагу ще до повного втілення.
Utsikten отримав друге місце у своєму класі споруд на конкурсі Європейські бетонні конструкції 2018 і особливу згадку Міжнародної федерації бетонних конструкцій 2018 року як визначний об'єкт цивільного будівництва під час нагородження Awards for Outstanding Concrete Structures.